# Tijat
Tijat – bezludna wyspa w Chorwacji, na Morzu Adriatyckim. Jest częścią Archipelagu Szybenickiego. 
Jest położona pomiędzy wyspami Logorun, Prvić i Zmajan, niedaleko Vodic. Zajmuje powierzchnię 2,78 km², a jej wymiary to 3,5 x 1,1 km. Długość linii brzegowej to 10,5 km. Wyspa jest zbudowana z wapienia. Najwyższy szczyt wyspy to Vela Glava (118 m n.p.m.). U wybrzeży Tijatu leży wysepka Kamenica.